# سیارک ۲۱۳۸۰۰
سیارک ۲۱۳۸۰۰ (به انگلیسی: 213800 Stefanwul، نامگذاری:2003GO)۲۱۳۸۰۰مین سیارک کشف شده‌است که در ۰۲ آوریل ۲۰۰۳ کشف شد.